# Bhatpanhalli, Yelbarga
Bhatpanhalli là một làng thuộc tehsil Yelbarga, huyện Koppal, bang Karnataka, Ấn Độ.